# Risiko
Risiko weist je nach Fachgebiet einen unterschiedlichen Begriffsinhalt auf, allgemein wird hierunter die Möglichkeit des Eintritts künftiger Ereignisse, die nachteilige Auswirkungen wie Verlustgefahren in sich bergen, verstanden. Komplementärbegriff ist die Sicherheit.

## Etymologie
Die Wortherkunft ist nicht vollständig geklärt. Das heutige Wort Risiko ist ein Lehnwort (aus italienisch rischio), das in viele Sprachen übernommen wurde (englisch risk, französisch risque, niederländisch risico, portugiesisch risco, spanisch riesgo). Es stammt wohl aus dem altitalienischen Wort „risco“ ab, das in der früheren italienischen Seeschifffahrt so viel wie „Klippe“ bedeutete, also eine von Untiefen ausgehende Gefahr für den Schiffsverkehr. In dieser Form tauchte es in italienischen Handelsbriefen des 12./13. Jahrhunderts als Umsegeln einer Klippe (lateinisch risicare) auf. Auch in Griechenland sprach man von der Klippe (altgriechisch ῥίζα rhiza, auch: „Wurzel“). Andere Quellen lassen Risiko auf arabischen Ursprung zurückführen (arabisch رزق, DMG rizq, „Lebensunterhalt, der von Gott und Schicksal abhängt“), wobei nicht nur negative Erwartungen einer Verlustgefahr, sondern auch positive Aspekte eines glücklichen Zufalls oder ein zufälliges Geschenk dazugehören. 1477 erreichte es als „arreschg“ den deutschen Sprachraum und wandelte sich 1479 in „arisch“. In Oberschwaben tauchte dann erstmals „uff unser Rysigo“ auf, das sich 1518 als „Risigo“ verfestigte.
Während Großwörterbücher des Deutschen (Duden, Wahrig) das Wort über das vulgärlateinische, nicht belegte *risicare/*resecare („Gefahr laufen, wagen“) auf das altgriechische ῥίζα (rhiza „Wurzel, Klippe“) zurückführen, nennt das Etymologische Wörterbuch des Deutschen als etymologischen Hintergrund nur das postulierte vulgärlateinische *resecum („Felsklippe“), das als Verbalsubstantiv zu resecare („abschneiden“) den „vom Festland abgeschnittenen Felsturm, der zur Gefahr für Handelsschiffe wird“ bezeichnet. Auch das viel ältere Romanische etymologische Wörterbuch (1911) sieht die Entwicklung des Wortes im griechischen ῥιζικόν (rhizikon „Klippe“) und der dazugehörigen lateinischen Ableitung resecare begründet.
Im Etymologischen Wörterbuch der deutschen Sprache (1995/1999) wird dagegen eine vorromanische Form riscare diskutiert, die als Ableitung vom lateinischen rixari („streiten, widerstreben“) die unkalkulierbaren Folgen eines Widerstands im Kampf bezeichnen würde. Eine weitere Herkunft liefert der Fremdwörter-Duden. Dort wird der Begriff vom arabischen rizq abgeleitet.

## Begriffliche Abgrenzung

### Gefahr, Exposition, Risiko, Wagnis

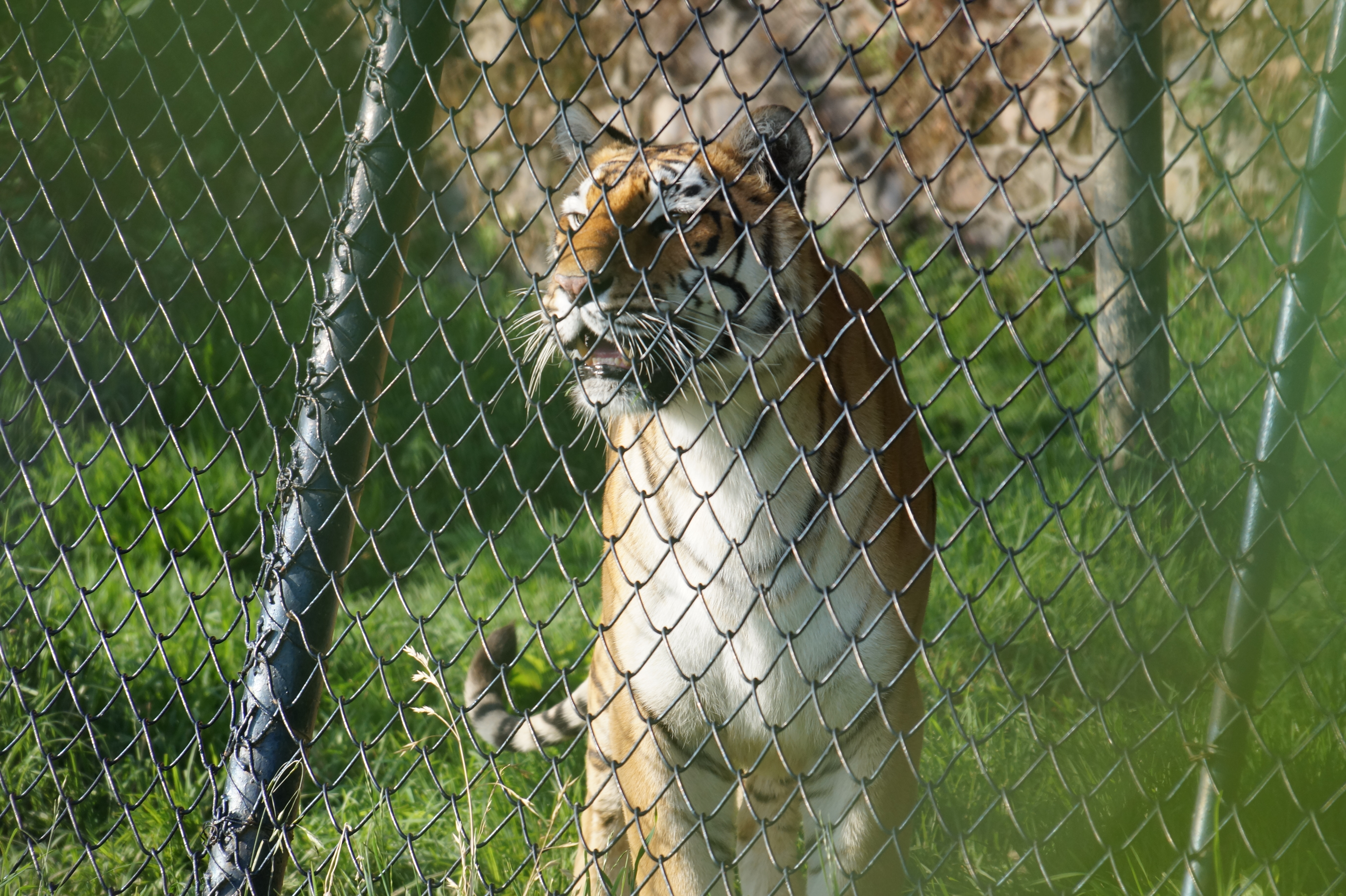
Ein Tiger in einem Käfig ist eine Gefahr, aber kein Risiko.

Die Begriffe Gefahr, Risiko und Wagnis sind fachsprachlich exakt definiert (siehe Wagnis (Begriff), Wagnis (Wirtschaft), Wagnis (Psychologie), Wagnis (Pädagogik)). Im allgemeinen Sprachgebrauch wird dies oft nicht berücksichtigt; die Begriffe werden häufig synonym verwendet. Daraus entstehen bisweilen Missverständnisse. Eine Gefahr besteht, wenn eine Sachlage intrinsisch eine schädliche Wirkung haben kann. Gefahren sind also beispielsweise eine Unebenheit in der Straße, eine unbeaufsichtigte Maschine, ein Feuer, ein Terroranschlag. Der zweite zu betrachtende Faktor ist die Exposition, also wie sehr eine betrachtete Person oder ein betrachteter Gegenstand der Gefahr ausgesetzt ist: Ein Terroranschlag in München ist für eine Person in Hamburg ungeachtet der Gefühlslage vergleichsweise ungefährlich. Ein Risiko besteht nur dann, wenn eine Gefahr und die Exposition gemeinsam auftreten. Da nicht alle Einflussfaktoren bekannt sind bzw. sie vom Zufall abhängen, ist das Risiko mit einem Wagnis verbunden. Unter einem Wagnis wird fachsprachlich „das Eingehen eines Risikos bzw. das Einlassen auf eine risikohaltige Situation“ verstanden. Deshalb wird das Wort Risiko als partielles Synonym zu Wagnis verwendet. So kann man bei einer Entscheidung mit ungewissen Folgen davon sprechen, ein Risiko oder auch ein Wagnis einzugehen. Jedoch ist der Risikobegriff nicht identisch mit dem Begriff Wagnis. Einen Unfall kann man durch grob fahrlässiges Verkehrsverhalten zwar „riskieren“, aber nicht „wagen“. Die klar definierten Begriffe sind nicht austauschbar.
Das Risiko drückt die Kombination aus Wahrscheinlichkeit und Gefahr aus, die etwa für eine betrachtete Person oder einen betrachteten Gegenstand auftreten kann. Ein Tiger kann als Gefahr betrachtet werden. Solange der Tiger in einem verschlossenen Käfig ist, ist die Wahrscheinlichkeit für einen Schaden aber gering (keine Exposition), und es besteht nur ein geringes Risiko. Trotzdem besteht die Gefahr weiter, denn diese ist nur an die Existenz des Tigers und seine intrinsischen Eigenschaften geknüpft.

### Vertiefung
Risiko wird im Allgemeinen als Kombination aus Eintrittswahrscheinlichkeit eines unerwünschten Ereignisses und Schadensschwere bei einem etwaigen Eintritt des Ereignisses angesehen. Eine übliche Vereinfachung ist es, das Produkt aus Eintrittswahrscheinlichkeit und Schadensschwere als Risiko zu bezeichnen. Dies ist dann angemessen, wenn dieses Produkt wohldefiniert ist und wenn das Ereignis so oft eintritt oder eintreten kann, dass der Übergang zu dem durch dieses Produkt beschriebenen Erwartungswert sinnvoll ist. Das Risiko wird in diesem Fall in der Einheit der Zielgröße bewertet.
Aufgrund des begrenzten Wissens über Eintrittswahrscheinlichkeit und Schadensausmaß ist es von einer Reihe von Begriffen abzugrenzen.
Im Unterschied zum Begriff Risiko ist der Begriff Wagnis tendenziell mit einer ethischen Komponente verbunden und findet deshalb bevorzugt in den Geisteswissenschaften (Theologie, Philosophie, Psychologie, Pädagogik, Sportwissenschaften etc.) Verwendung (Wagnis Freundschaft, Wagnis Ehe, Wagnis Sport). Im Unterschied zum Risiko ist das Wagnis zudem immer mit einer Handlung verbunden: Es wird zwischen dem Sachverhalt einer objektiven Gefahrensituation, d. h. eines Risikos, und dem Sachverhalt, ob jemand sich auf diese Situation einlässt, unterschieden. Risiko ist danach immer Teil eines Wagnisses. Es gibt kein Wagnis ohne Risiken. Risiken sind aber nicht zwingend mit einem Wagnis verbunden. Ein solches erfordert vielmehr zusätzlich eine persönliche Handlungsentscheidung.
Im juristischen Sprachgebrauch wird das Risiko von der Gefahr abgegrenzt. Hier beschreibt Gefahr eine Situation, in der bei ungehindertem, nicht beeinflussbarem Ablauf des Geschehens ein Zustand oder ein Verhalten mit hinreichender Wahrscheinlichkeit zu einem erwarteten Schaden führt. Die Gefahr stellt ein stärkeres Risiko dar. Ferner wird das Risiko vom Restrisiko abgegrenzt, das als schwächeres Risiko bezeichnet werden kann.
Zur Unterscheidung der Begriffe Gefahr, Risiko und Restrisiko wurde auch die „Je-desto“-Formel entwickelt. Sie besagt, dass bei größerem drohenden Schadensumfang infolge von Synergieeffekten die Ansprüche an die Eintrittswahrscheinlichkeit des Ereignisses geringer sind, um dennoch von einer Gefahr zu sprechen. Diese Abgrenzung wird jedoch schwierig, wenn es unmöglich erscheint, Aussagen über Schadenshöhe oder Eintrittswahrscheinlichkeit zu treffen.

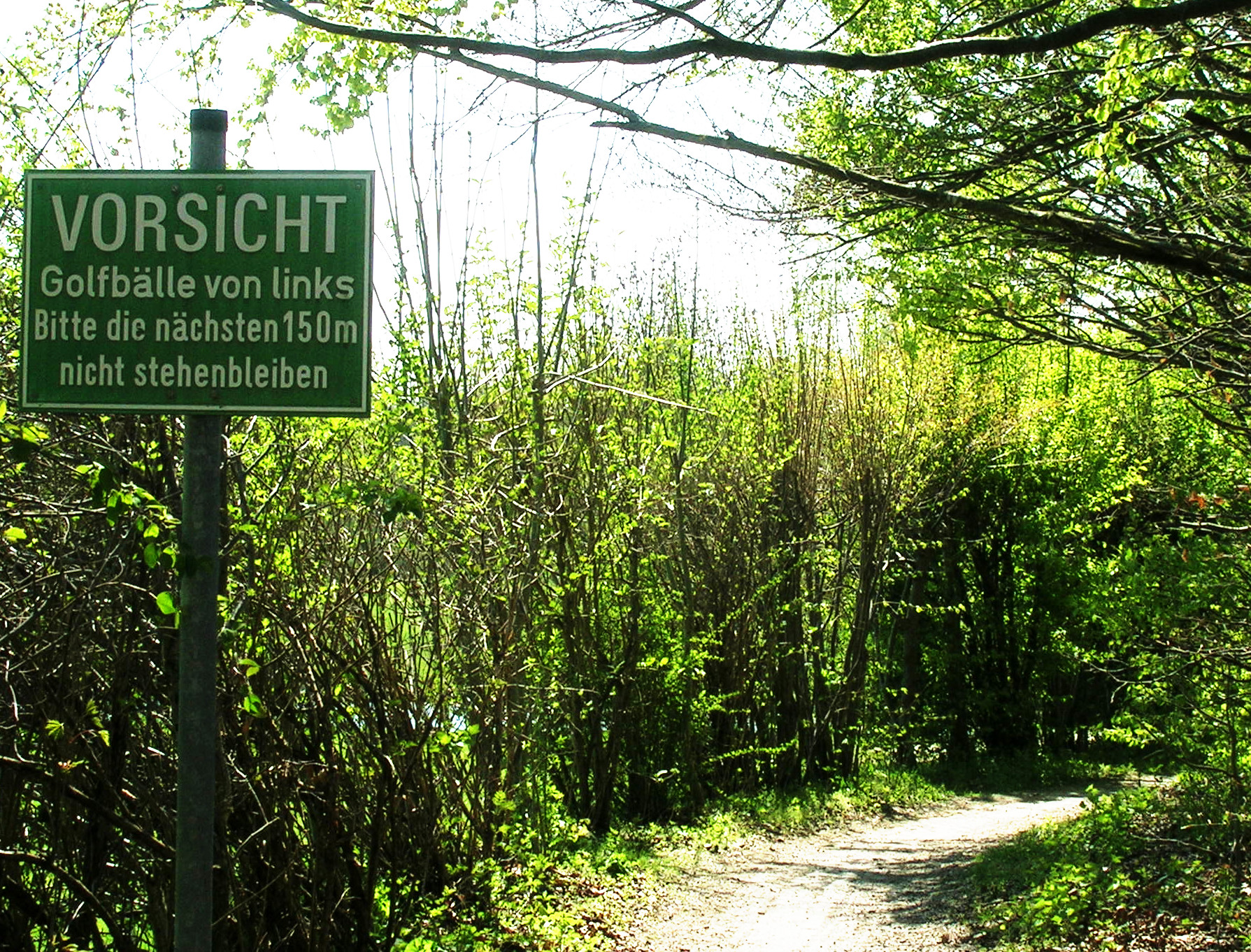
Begrenzung der Aufenthaltsdauer im Gefahrenbereich kann ein Risiko so reduzieren, dass es als Restrisiko hinnehmbar wird (Olching, 2009).

In diesem Fall verfließen die Grenzen zwischen Gefahr und Risiko sowie Risiko und Restrisiko. Vorstellbar ist hier, dass das Schadenspotenzial eines benannten Restrisikos um ein Vielfaches höher sein kann als das einer klar definierten Gefahr. Beispiel: Bis zum 11. September 2001 konnte sich niemand vorstellen, dass Terroristen mit Flugzeugen das World-Trade-Center in New York zum Einstürzen bringen würden. Dieses Ereignis wurde bis dahin als sehr unwahrscheinlich und damit als Restrisiko betrachtet. Seit dem 11. September stellt ein terroristischer Angriff aus der Luft jedoch eine Gefahr dar.
In Gegensatz zu Ereignissen unter Ungewissheit und Unwissenheit ist das Eintreten eines Risikos kalkulierbar. Bei der Ungewissheit sind die möglichen Auswirkungen bekannt, man verfügt jedoch nicht über Informationen zur Eintrittswahrscheinlichkeit. Beim Unwissen sind auch die Auswirkungen der untersuchten Handlungsalternativen nicht oder nicht vollständig bekannt. In beiden Fällen ist das Ereignis – mehr als beim Risiko – unkalkulierbar. Es ist aber auch denkbar, dass weder die Schadenshöhe noch die Eintrittswahrscheinlichkeit eines Ereignisses bekannt sind.

## Allgemeines
Risiko ist nach alledem die Verlustgefahr, die aus dem unvorhergesehenen Eintritt von künftigen Ereignissen resultieren kann. Verlustgefahren sind ökonomisch betrachtet unerwarteter erhöhter Aufwand oder erhöhte Kosten, geminderter Ertrag oder geminderte Erlöse. Die Verlustgefahren oder wirtschaftlichen Nachteile betreffen den Eintritt zukünftiger Ereignisse, von denen sowohl ungewiss ist, ob sie überhaupt eintreten, als auch, mit welcher Intensität sie eintreten werden.
Zuweilen wird dieser – ausschließlich mit Verlustgefahren konnotierte – Risikobegriff auch um Gewinnchancen erweitert, einem dann weiten Risikobegriff. Das chinesische Zeichen für Risiko/Krise (chinesisch 危机, Pinyin wēijī, wéi jī) gibt diese Ambivalenz wieder, denn das erste Schriftzeichen bedeutet „Gefahr“, das zweite „Chance“. Der erweiterte Risikobegriff wird dabei als „kein Risiko ohne Chance, aber auch keine Chance ohne Risiko“ definiert. Risiken, bei denen der Verlustgefahr eine gleich hohe Gewinnchance entspricht, nennt man spekulative Risiken; fehlt die Gewinnchance gänzlich, handelt es sich um reine Risiken. Versicherungen übernehmen daher reine Risiken, wenn ein Schaden eintritt; kommt es zu keinem Schaden, ist dies keine Gewinnchance, weil der im Voraus geplante Zustand erhalten geblieben ist.
Alle Menschen sind im gesellschaftlichen Zusammenwirken, aber auch bei Einwirkungen von Umwelt und Natur (Umweltzustände), einer Vielzahl von Risiken ausgesetzt, denen sie sich selbst bei größten eigenen und fremden Anstrengungen nicht vollständig entziehen können. Denn mit jedem Handeln geht untrennbar das Entstehen von Risiken einher. Jede Person ist deshalb ein potenzieller Risikoträger, der die Möglichkeit hat, durch die Risikowahrnehmung auftauchende Risiken zu erkennen und zu tragen oder im Rahmen der Risikobewältigung Risikovermeidung, Risikominderung, Risikodiversifikation, Risikotransfer oder Risikovorsorge zu betreiben. Ob und inwieweit er dies tut, hängt von seiner Risikoeinstellung ab.

## Risikoeinstellung
Es hängt von der Risikoeinstellung eines (potenziellen) Risikoträgers ab, wie er mit Risiken umgeht. Der Risikofreudige wird das höchste Risiko mit der größtmöglichen Gewinnchance eingehen oder behalten, der gegensätzliche Risikoaverse das geringste Risiko mit der geringstmöglichen Verlustgefahr bevorzugen. Dazwischen liegt die Risikoneutralität, bei der weder sichere noch unsichere Alternativen bevorzugt werden, sondern allein der mathematische Erwartungswert eine Rolle spielt.

## Risikoarten
Je nachdem, in welchem Zusammenhang Risiken auftauchen, lassen sich bestimmte Risikoarten voneinander unterscheiden:
- Ereignisrisiko bezeichnet das Risiko, das mit dem möglichen und häufig überraschenden Auftreten eines ungünstigen Ereignisses für eine Person, eine Personengruppe oder eine Institution verbunden ist. Die ungünstige Auswirkung kann in gesundheitlichen Schäden, in Vermögensschäden oder in der Verfehlung wirtschaftlicher Ziele bestehen.
- Das Erfüllungsrisiko besteht bei einem Vertrag (insbesondere Finanzkontrakt) darin, dass der andere Vertragspartner bis zum beiderseitigen Erfüllungstag seinen Verpflichtungen nicht nachkommt, während die eigene Verpflichtung bereits erfüllt wurde.
- Das Geschäftsrisiko besteht bei Unternehmen während des Geschäftsprozesses darin, dass interne oder externe Gefahren die Existenz bedrohen.
- Gesundheitsrisiken sind Bedrohungen der Gesundheit infolge der Exposition gegenüber Umweltgiften wie etwa Asbest oder radioaktiver Strahlung, von Epidemien, Pandemien, Infektionskrankheiten oder negativen Einflüssen des Lebensstils, etwa Tabakrauchen oder Missbrauch von Substanzen.[26]
- Grenzrisiko ist das größte Risiko, das ein Risikoträger einzugehen bereit ist.
- Das Kaufrisiko ist ein vom Verbraucher wahrgenommener Informationsmangel bei einer Kaufentscheidung.
- Das Kreditrisiko ist das wesentlichste Risiko im Kreditgeschäft der Kreditinstitute und besteht in der Gefahr, dass Kreditnehmer ihren Schuldendienst nicht oder nicht rechtzeitig leisten.
- Ein Länderrisiko kann sich daraus ergeben, dass ein Gläubiger oder Unternehmer etwa aus dem Export/Import, Investitionen oder aus Finanzprodukten seine Forderungen gegenüber ausländischen Vertragspartnern bzw. den Kapitaleinsatz und erwartete Gewinne nicht durchsetzen oder realisieren kann.
- Lebensrisiken sind Unwägbarkeiten, die zu Rechtsnachteilen für Menschen führen können und nicht durch gesetzliche oder vertragliche Haftungsnormen geschützt werden.
- Ein moralisches Risiko liegt vor, wenn sich Wirtschaftssubjekte aufgrund ökonomischer Fehlanreize verantwortungslos oder leichtsinnig verhalten und damit einen Schaden auslösen oder erhöhen.
- Naturrisiken sind beispielsweise Dürre, Erdbeben, Sturm oder Überschwemmung.
- Persönliche Risiken sind etwa Krankheit, Migration, Scheidung, Tod oder Unfall.
- Politische Risiken ergeben sich vor allem im Außenhandel aus der unsicheren politischen Situation eines Staates wie Bürgerkrieg, Blockade, Boykott, Embargo, Gesetzgebung, Handelsstreit, Krieg, Putsch, Verstaatlichung usw. Es kann im Moratoriums- oder gar Enteignungsrisiko bestehen, so dass ausländische Direktinvestitionen, Exporte oder Importe gefährdet sind.
- Als Preisrisiko wird die Ungewissheit bezeichnet, dass künftig die Marktpreise aufgrund der Marktentwicklung schwanken können.
- Das Rechtsrisiko besteht in der Möglichkeit, dass einem Rechtssubjekt beim Abschluss eines Vertrages ein Schaden oder Nachteil deshalb entsteht, weil er durch fehlerhafte Anwendung von Gesetzen, etwa durch deren Nichtbeachtung, Falschanwendung oder Übertretung herbeigeführt wurde, mit der Folge, dass eigene Rechte nicht durchgesetzt oder eigene Verpflichtungen nicht eingehalten werden können.
- Reputationsrisiko ist die Gefahr, dass bei einem Wirtschaftssubjekt dessen Image oder Reputation Schaden nimmt.
- Restrisiko ist in der Technik das „Risiko, das verbleibt, nachdem Schutzmaßnahmen getroffen wurden“.[27]
- Risikoselektion ist die Auswahl von durch Wirtschaftssubjekten zu übernehmenden Risiken.
- Risikosport sind Sportarten, bei denen Sportler überdurchschnittlich hohen Unwägbarkeiten für eine Schädigung von Körper und Leben ausgesetzt sind.
- Soziale Risiken sind etwa Arbeitslosigkeit, Ehescheidung, Fluktuation oder Untreue.
- Systemrisiken sind dadurch gekennzeichnet, dass sie die Funktion oder das Fortbestehen eines ganzen Systems beeinträchtigen können.
- Technische Risiken sind die Möglichkeit, dass ein Schutzgut (Person, Tier, Sache oder natürliche Lebensgrundlage) räumlich und/oder zeitlich mit einer technischen Gefahrenquelle zusammentreffen kann (etwa Motorschaden, Produktmangel, technisches Versagen).
- Unfallrisiken sind mögliche Schadensfolgen bei einer Betätigung im Haushalt, im Sport, bei der Arbeit oder der Bewegung im Verkehr.
- Wetterrisiko ist die Ungewissheit, ob die Witterung die Beschaffung, Produktion und/oder den Vertrieb von Gütern und Dienstleistungen beeinträchtigt.
- Wirtschaftliche Risiken werden unterteilt in operationelle, operative, politische, subjektive/objektive, strategische, systematische und unsystematische Risiken.[28] Das ökonomische Risiko bezieht sich allgemein auf alle Zahlungsströme eines Wirtschaftssubjekts, das operationelle Risiko betrifft die Verlustgefahren im Bank- und Versicherungswesen, die aus der Unangemessenheit oder dem Versagen von Verfahren, Menschen oder Systemen resultieren oder aus externen Ereignissen herrühren. Das operative Risiko wird durch fehlerhafte Informationssysteme oder Kontrollmechanismen hervorgerufen, Strategische Risiken bestehen in der Nichterfüllung langfristiger Unternehmensziele.[29] Systematische und unsystematische Risiken betreffen ein Portfolio (etwa Kreditportfolio, Wertpapierdepot), wobei das systematische Risiko selbst bei optimaler Mischung der Einzelwerte nicht durch Risikodiversifizierung beseitigt werden kann, das unsystematische Risiko dagegen schon.

Ein großer Teil dieser Risikoarten ist versicherbar.

## Risikobegriff in verschiedenen Fachdisziplinen

### Entscheidungstheorie
Die Entscheidungstheorie differenziert das Verhalten eines Entscheidungsträgers angesichts einer Risiko-Situation.
- Risikoaversion oder Risikoscheu bezeichnet die Eigenschaft eines Entscheidungsträgers, bei der Wahl zwischen mehreren Alternativen mit gleichem Erwartungswert (= Eintrittswahrscheinlichkeit × Nutzenhöhe) die Alternative mit dem geringsten Risiko bezüglich des Ergebnisses – und damit auch dem geringstmöglichen Verlust – zu bevorzugen. Risikoscheue Entscheider bevorzugen also einen möglichst sicheren Gewinn, auch wenn dieser klein ausfällt.
- Risikoneutralität bedeutet, dass ein Entscheider bezüglich des Risikos indifferent ist, das heißt, seine Entscheidung allein anhand des Erwartungswertes trifft und das dabei eventuell auftretende Risiko nicht mit in seine Entscheidung einbezieht.
- Risikoaffinität, Risikosympathie oder Risikofreude bezeichnet die Eigenschaft eines Entscheidungsträgers, bei der Wahl zwischen mehreren Alternativen mit gleichem Erwartungswert die Alternative mit dem höchsten Risiko bezüglich des Ergebnisses – und damit auch dem höchstmöglichen Gewinn – zu bevorzugen. Risikofreudige Entscheider bevorzugen also einen möglichst hohen Gewinn, auch wenn dieser unsicher ist.

Sie unterteilt die Entscheidungen danach, ob sie als Entscheidung unter Risiko, Entscheidung unter Ungewissheit, Entscheidung unter Unsicherheit oder Entscheidung unter Sicherheit einzuordnen sind.

### Geographie
Die geographische Risikoforschung analysiert Effekte von antizipierten Gefährdungen im Schnittfeld von Gesellschaft und Umwelt. Die Forschung verfolgt zwei unterschiedliche Zielsetzungen: Bei einem Teil der geographischen Risikoforschung geht es darum, objektive Risikofaktoren in der Wechselwirkung von Mensch und Umwelt zu bestimmen. Ein anderer Teil untersucht, in Anlehnung an die konstruktivistischen Sozialwissenschaften, welche gesellschaftlichen Effekte mit der Zuschreibung „Risiko“ verbunden sind. Spezifische Merkmale der geographischen Risikoforschung ist das Augenmerk für die Verräumlichung von Risiken und der hohe interdisziplinäre und integrale Anspruch als Vermittler zwischen verschiedenen Risikokonzeptionen.

### Gesundheitswesen
In der Medizin spricht man von Risikoindikatoren und Risikopatienten, wenn bestimmte Vorerkrankungen oder Zusatzerkrankungen vorliegen, die eine Operation oder weitere medizinische Behandlungen erschweren oder gar verbieten, weil sie eine erhöhte Gefährdung mit sich bringen und entsprechend einer besonders sorgfältigen Anamnese und abgewogenen Behandlung bedürfen. Als Risikofaktoren gelten z. B. Herz-Kreislauferkrankungen mit einem vorangegangenen Infarkt oder Herzinsuffizienz, Stoffwechselstörungen wie Diabetes mellitus oder eine Immunabwehrschwäche und Infektionskrankheiten wie Hepatitis oder AIDS. Zu den speziellen Risikopatienten zählen neben den Herzkranken, Tumorleidenden und sehr alten Menschen beispielsweise auch Patienten mit Marcumarmedikation, Allergiker oder Asthmatiker. In der Anästhesie unterliegen besonders die „kardialen Risikopatienten“ einer besonderen Aufmerksamkeit. In der Gynäkologie spricht man von einer Risikoschwangerschaft bzw. einer Risikogeburt, wenn aufgrund bestimmter Faktoren eine erhöhte Gefährdung von Mutter und/oder Kind besteht.
Eine Auswertung von zahlreichen Studien ergab, dass pro Jahr im Krankenhausbereich mit fünf bis zehn Prozent unerwünschter Ereignisse, zwei bis vier Prozent Schäden, ein Prozent Behandlungsfehler und 0,1 Prozent Todesfälle, die auf Fehler zurückgehen, zu rechnen ist. Bei jährlich 17 Millionen Krankenhauspatienten entspricht dies 850.000 bis 1,7 Millionen unerwünschten Ereignissen, 340.000 Schäden (vermeidbare unerwünschte Ereignisse), 170.000 Behandlungsfehler (mangelnde Sorgfalt) und 17.000 auf vermeidbare unerwünschte Ereignisse zurückzuführende Todesfälle. Der gesamte ambulante Bereich ist darin nicht enthalten.
Risiken des Einsatzes von Medikamenten und Impfstoffen erforscht das niederländische Institut Lareb.

### Ingenieur- und Umweltwissenschaften
Umweltwissenschaftler, Planer und Sicherheitsingenieure bezeichnen mit Risiko die Kombination von Eintrittshäufigkeit bzw. Eintrittswahrscheinlichkeit und Ereignisschwere bzw. Schadensausmaß. Diese Definition ist z. B. in der EN ISO 12100:2010 verwendet. Die Vereinfachung durch ein Produkt ist auch hier teilweise üblich und wird auch vom wissenschaftlichen Beirat der Bundesregierung für Globale Umweltveränderungen (WBGU, siehe Jahresgutachten, 1998) verwendet. Bei der empirischen Anwendung des Konzepts treten z. T. Prognose- und Quantifizierungsprobleme auf. Beispiele zur Lösung dieser Probleme finden sich vor allem in den methodischen Vorgehensweisen zur Abschätzung von Hochwasserrisiken sowie der Hochwasserschadenserwartungswerte.
Die Eintrittshäufigkeit bezeichnet dabei die Häufigkeit, mit der ein Ereignis innerhalb eines bestimmten Zeitintervalls eintritt. So bedeutet z. B. 0,01 Ereignisse pro Jahr, dass im Mittel ein Schadensereignis einmal in 100 Jahren beobachtet worden ist. Solche Einschätzungen sind abhängig von den verfügbaren statistischen Daten und Erfahrungen aus der Vergangenheit. Sie sind nur dann halbwegs verlässlich, wenn eine genügend große Zahl von Beobachtungen vorliegt (Gesetz der großen Zahlen). Der Schluss, ein Ereignis mit der beobachteten Eintrittshäufigkeit würde in Zukunft „nur alle 100 Jahre“ auftreten, ist bei Zufallsereignissen ein Fehlschluss.
Die Einheit des Schadensausmaßes hängt vom jeweiligen Sachgebiet ab. Es können Werte sein, die sich in Geldgrößen ausdrücken lassen (€), es kann sich aber auch um befürchtete Tote, potenziell schwer Betroffene oder den Totalverlust eines Flugzeugs handeln. Es lässt sich nicht jedes Schadensausmaß in Geld ausdrücken, letztendlich ist mangels einheitlicher Definitionen für „Schaden“ die Bewertung oft subjektiv.
In der Arbeitswelt wird bei der Risikobeurteilung auf sicherheitstechnische Grenzwerte (z. B. aus Unfallverhütungsvorschriften) und standardisierte Verfahren (z. B. aus Normen), wie sie z. B. bei der Beurteilung von Sicherheitssystemen (z. B. Nothalt als Hard- oder Software) verwendet werden (Risikograph), zurückgegriffen und, wo dies nicht möglich ist, zur Objektivierung (Risikoabschätzung) die Risikomatrix (nach Nohl) verwendet.
Im Bereich Katastrophenschutz, genauer des Feuerwehrwesens, ist die Brandschutzbedarfsplanung mit den Themen Schutzziel und Hilfsfrist relevant. Dabei werden neben den obigen Faktoren die Maßnahmen zur Risikobewältigung (Mannschaftsstärke, Ausrüstung) und Risikominderung (vorzeitige Evaluierung der Risiken, politischer Konsens über Schutzziel bzw. behördliche Vorgabe des Zielerreichungsgrades) betrachtet.
Im Bereich Umweltschutz wird „Risiko“ (englisch risk) durchgängig unterschieden von „Gefährdungspotenzial“ (oder „Gefährdung“, englisch hazard). Werden die Begriffe vermengt, sind Diskussionen über Umweltgefahren schwierig, da ständig Missverständnisse entstehen können. Die deutsche staatliche Behörde Bundesinstitut für Risikobewertung, BfR, hatte 2006–2007 zum Thema Chemikalieneinsatz eigens ein Forschungsprojekt aufgelegt, um die Risikokommunikation im deutschsprachigen Bereich zu verbessern. Unter Verwendung einer beim BfR vorgängigen Definition legten die Forscher fest:

„Der Begriff Gefährdung/Gefährdungspotential („hazard“) beschreibt ... das dem Stoff (Chemikalie) innewohnende Potential, eine schädigende Wirkung beim Zielorganismus zu verursachen. Grundlage dafür bilden Dosis-Wirkungsbeziehungen. Der Begriff Risiko („risk“) umfasst das Produkt aus Ausmaß und Eintrittswahrscheinlichkeit eines Schadens. Grundlage für die Ermittlung der Eintrittswahrscheinlichkeit bilden Expositionsdaten.“

Daraus ergibt sich, dass es beim „Risiko“ stets eine Zeitschiene gibt, denn nur so ist die Wahrscheinlichkeit zu berechnen. Es liegt immer eine statistische Berechnung zugrunde, der Gefährdungsquotient. Bei „Gefährdung“ reicht dagegen theoretisch ein einmaliges Ereignis; z. B. kann ein Mensch durch einmalige Zufuhr einer enormen Alkoholmenge, die vorgenannte „Dosis“, zu Tode kommen, die vorgenannte „Wirkung“.

### Mathematik und Statistik
Das auf den Zufall spezialisierte Teilgebiet der Mathematik, die Stochastik, beschäftigt sich mit Risiken und deren Berechnung. Die Wahrscheinlichkeitstheorie beschreibt die mathematischen Grundlagen des Zufalls und damit von Risiken. Die mathematische Statistik, ein Teilgebiet der Stochastik, versucht, durch die Analyse von Daten über dokumentierte Ereignisse Größen wie Eintrittswahrscheinlichkeit, Schadenshöhe und Erwartungswerte zu quantifizieren. Die Risikotheorie beschäftigt sich mit Risiken, die sich aus komplexen Kombinationen von Vorgängen ergeben.

### Pädagogik
Die Pädagogik unterscheidet klar zwischen den Begriffen „Risiko“ und „Wagnis“: Das Risiko beschreibt nach Sicht der Pädagogik lediglich eine in gewissen Grenzen berechenbare (Risikofaktoren) gefahrenträchtige Ausgangslage. Beim Wagnis kommt eine Handlungsentscheidung hinzu, die nach ethischen Grundsätzen und gewissenhaftem Abwägen der negativen und positiven Folgen ausgerichtet sein sollte. Der Wagende muss sich personal und ganzheitlich auf die risikohaltige Aufgabe einlassen. Anders als beim Restrisiko gibt es kein Restwagnis. Nach der Theorie des Sicherheitstriebs des Wagnisforschers Felix von Cube und der die Gesetzmäßigkeit menschlicher Entwicklung beschreibenden Wagnisformel des Experimentalpsychologen Siegbert A. Warwitz muss sich der Mensch Unsicherheiten und Risiken aussetzen, um die notwendigen Impulse auszulösen, über entsprechende Lernprozesse seine Persönlichkeit ausreifen zu können und auf einen anspruchsvolleren Sicherheitslevel zu gelangen.
Wissenschaftliche Pädagogik und praktische Erziehung befassen sich mit der Vermittlung der reflektierten Einschätzung von Risiken in den unterschiedlichsten Lebensbereichen und dem Lernen des verantwortungsbewussten Umgangs mit diesen Risiken, dem „gekonnten“ Wagnis. Ziel ist der Erwerb von Risiko- und Wagniskompetenz, wie sie etwa bei der Zivilcourage oder der Bereitschaft, sich risikohaltigen Anforderungen wie Prüfungen oder Bewerbungen zu stellen, ihren konkreten Ausdruck findet. Die zuständige pädagogische Disziplin, die diesem Ziel didaktisch und methodisch zuarbeitet, ist die Wagniserziehung. In bestimmten Eliteschulen, wie den von dem Reformpädagogen und Politiker Kurt Hahn überall in der Welt gegründeten Outward-Bound-Schulen, wird der Konfrontation mit dem Risiko ein hoher Stellenwert zugemessen.
Nach Warwitz hat die veraltete risikoaverse „Bewahrpädagogik“, wie sie sich etwa noch in dem Leitsatz „Messer, Gabel, Schere, Licht sind für kleine Kinder nicht“ widerspiegelte, als überholt zu gelten und ist durch eine „Bewährpädagogik“ zu ersetzen: Während sich die alte Bewahrpädagogik darauf konzentrierte, Risiken aller Art von den Zöglingen möglichst fernzuhalten, also einem Schutzreflex in Form der Gefahrenmeidung folgte, konfrontiert die Bewährpädagogik bewusst und gezielt mit Gefahren und Risiken und lehrt dabei den sinnvollen und sicheren Umgang mit ihnen. Risikokompetenz wird danach nicht durch Ignorieren oder Ausweichen von Gefahrenquellen und risikohaltigen Situationen, sondern über eine reflektierende und praktisch handelnde Auseinandersetzung mit entsprechenden Herausforderungen erreicht. Als Paradebeispiel nennt er dafür die statistisch nachweisbare Tatsache, dass die „geschonten“, im Elterntaxi regelmäßig durch den Verkehr chauffierten und damit verkehrsunmündig gehaltenen Kinder sich zu typischen Unfallkindern entwickeln, während die im täglichen Umgang mit dem Verkehr geübten und vertrauten Kinder die notwendige Verkehrskompetenz und Sicherheit im Verkehrsumgang erreichen.
Die Auseinandersetzung mit Risiken ist nach Hermann Röhrs nicht nur pädagogisch wertvoll, sondern auch hoch attraktiv für Kinder und Jugendliche. Der Mutige wird bewundert, und Risiken reizen zu Mutproben. Sie garantieren Spannung und setzen Emotionen, Motivationen sowie körperliche und geistige Energiereserven frei. Der sich daraus ergebende Abenteuer- und Erlebnischarakter wird von der Pädagogik für die Risikokonfrontation und Wagniserziehung genutzt.

### Philosophie

#### Begriffsbestimmung
Die Philosophie befasst sich mit der Sinnorientierung des Lebens. Beim Thema „Risiko“ geht es ihr um die Frage des „Warum“ der Zuwendung zu Risikosituationen, um die Sinnhaftigkeit des Wagens und um ethische Gesichtspunkte. In diesem Zusammenhang werden die verschiedenen Verwendungsweisen des Begriffs „Risiko“ in den Wissenschaften und Lebensbereichen analysiert und ethisch gerechtfertigte Umgangsweisen mit dem Risiko gesucht: So bezeichnet das Risiko manchmal eine qualitativ bestimmte Möglichkeit, manchmal eine in der Regel quantitativ bestimmte Wahrscheinlichkeit, dass eine solche Möglichkeit real wird, und manchmal eine in der Regel quantitativ bestimmte, mit der Wahrscheinlichkeit gewichtete Bewertung einer solchen Möglichkeit. In der Ethik des Risikos werden zweckrationale von moralischen Aspekten unterschieden. Utilitaristische und deontologische Moralphilosophien kommen teils zu unterschiedlichen Ergebnissen, da letztere die Verrechnung von bestimmten Personen entstehenden Schäden mit anderen Personen entstehenden Gewinnen nicht beliebig erlauben. Dass die Schäden bzw. Gewinne nur wahrscheinlich eintreten, ändert nichts an dieser grundlegenden Differenz.

#### Ethik des Risikos
Der christliche Existenzphilosoph Peter Wust (1884–1940) beschreibt in seinem Hauptwerk „Ungewissheit und Wagnis“ die schicksalhafte Einbindung der menschlichen Existenz in ein risikobestimmtes Dasein von ungewissem Verlauf. Sie verwirklicht sich nach seiner Auffassung in den drei Dimensionen der vitalen, der geistigen und der religiösen Lebensform. Dabei ist das Leben als Aufforderung zum eigenverantwortlichen Handeln im Wagnis zu verstehen, anzunehmen und immer wieder neu zu gestalten. Wust kennzeichnet den Menschen als ein „Sucherwesen“, das stets unterwegs ist und die Erfüllung seiner Sehnsucht nach Sicherheit und Geborgenheit letztlich nur über die Bindung einer „religio“ und über das vertrauensvolle „Sich-Hinwenden zu seinem Schöpfer“ erlangen kann. Die risikohaltige Existenz des Menschen erfüllt sich nach der Theorie von Wust in einem stufenförmigen Werteaufbau von der Ausgestaltung der vitalen Ebene als Lebensbasis über das Schaffen eines geistigen Überbaus bis zur letztlich lebenserfüllenden religiös bestimmten Daseinsweise, was über das Wagnis zu leisten ist.
Der Wagnisforscher Siegbert A. Warwitz sieht das Wesen des Menschen in einer anderen bildlichen Vorstellung und ideellen Einordnung prinzipiell durch die Offenheit seiner Anlagen und Möglichkeiten bestimmt: Er hat dadurch die in der Evolutionsgeschichte einmalige Chance, aber auch die Verantwortung, seine Entwicklung in großem Umfang aus eigener Initiative nach seinen persönlichen Vorstellungen selbst zu gestalten. Dabei unterliegt er allerdings dem Risiko, hierbei zu versagen, indem er (in christlichem Verständnis) den „Schöpfungsauftrag“ nicht wahrnimmt bzw. (profan formuliert) der „Bestimmung seines Wesens“ nicht gerecht wird. Der Mensch ist nach dieser Vorstellung darauf hin angelegt und dazu aufgerufen, die ihm von der Natur nur rudimentär mitgegebenen Anlagen durch permanente Arbeit an sich selbst „in wachsenden Lebensringen“ möglichst optimal auszureifen und dabei immer wieder scheinbare Begrenzungen zu sprengen. Der Umgang mit dem Risiko, das Wagen, wird insofern mit einer ethischen Komponente verbunden. Diese verfolgt die Zielrichtung einer persönlichkeitsgerechten wertgetragenen existenziellen Sinnfindung, die sich naturgemäß von der anderer Menschen erheblich unterschieden kann.

### Psychologie
Die Forschungsrichtung Risikowahrnehmung interessiert die Frage, wie Risiken subjektiv empfunden werden. Bestehen die wahrzunehmenden Sinnesdaten ausschließlich aus Risiken, so neigen Risikoträger oftmals dazu, relativ unbedeutende Risiken zu überschätzen und hohe Risiken zu unterschätzen oder gar zu ignorieren. Zudem ist zu beobachten, dass dasselbe Risiko durch mehrere Risikoträger unterschiedlich bewertet wird. Das liegt an der subjektiven Einschätzung von Eintrittswahrscheinlichkeit und möglichem Schadensereignis durch Laien, die von objektiven Risikoanalysen und Risikobeurteilungen durch Fachkräfte systematisch abweicht. Die Fehlerforschung befasst sich entsprechend mit dem Problem der Denk-, Planungs- und Handlungsfehler, die Risiken verursachen oder erhöhen können sowie mit Fragen der Risikoentstehung durch sicher beherrscht geglaubte Routine. Speziell mit dem Handeln unter Risiko beschäftigt sich die sozialpsychologische Theorie der Schutzmotivation (englisch Protection Motivation Theory).
Der Tiefenpsychologe Michael Balint unterscheidet in seiner dualen Typologie zwischen Menschen, die das Risiko lieben und entsprechend zu Wagnissen neigen und Menschen, die im Gegenteil Risiken fürchten und solche möglichst zu vermeiden suchen. Er bezeichnet sie als „Philobaten“ bzw. „Oknophile“: Während der Philobat mehr die Chancen im Blick hat, die das Risiko bietet und entsprechend von einer Erfolgszuversicht beflügelt wird, richtet der Oknophile den Fokus vornehmlich auf die Möglichkeit des Scheiterns, die negative Perspektive des Risikos. Während sich der eine durch das Risiko beflügelt fühlt, sieht sich der gegenteilige Menschentypus in seinem Handeln ausgebremst. Beide Charakterzüge werden von Balint in ihrer extremen Ausprägung als krankhaft und entsprechend behandlungsbedürftig eingestuft. Nach seiner Vorstellung muss der Umgang mit Risiken von einer ausgewogenen mittleren Haltung bestimmt sein.
Die Motivationspsychologie befasst sich damit, warum Menschen, schon Kinder, dazu tendieren, sich – etwa in Mutproben – gewissen Risiken auszusetzen und untersucht in Extrembereichen, was Menschen wie Kriegsreporter, Zirkusakrobaten, Toreros, Risikosportler oder Stuntleute dazu bewegt, sich beruflich bewusst immer wieder hoch gefährlichen Risiken zu stellen. Entwicklungs- und Persönlichkeitspsychologie erforschen, welche Energieeffekte beim Eingehen von Risiken freiwerden und welche Funktion und Bedeutung dem mit dem Risiko verbundenen Wagnishandeln für den Aufbau der menschlichen Persönlichkeit zukommen.

### Soziologie
Seit den 1980er Jahren ist die Risikogesellschaft in den Sozialwissenschaften stark diskutiert worden. Ulrich Beck, dessen gleichnamiges Buch den Begriff als zukunftsweisend für eine „andere Moderne“ beschreibt, wurde sehr populär. Seine Kernthese war, dass die moderne Gesellschaft sich durch selbstproduzierte Risiken charakterisiere – und nicht über Fortschritt, wie in der Industriegesellschaft.
In der systemtheoretischen Soziologie wird der Begriff des „Risikos“ benutzt, wenn eine Entscheidung unter der Unterscheidung Wissen/Nichtwissen beobachtet wird. Der soziologische Risikobegriff ist damit immer an Entscheidungen und deren Folgenerwartungen verschiedener Akteure gebunden.
Die Systemtheorie von Niklas Luhmann unterscheidet dabei zwischen „Risiko“ und „Gefahr“. Die populäre Unterscheidung Risiko und Sicherheit greife zu kurz, da jede Entscheidung Risiken enthält. Sicherheit sei als allgemeines Ziel zu verstehen, entscheidend ist aber, wie jemand einem Risiko selbst gegenüberstehe. Habe man selbst die möglichen negativen Folgen einer Entscheidung zu beeinflussen, schultere man ein Risiko, das meist auch selbst verantwortet werden muss. Ist man jedoch von Wirkungen aus der Umwelt (in dem Beispiel vom Wetter) betroffen, so wird dies nach Luhmann als „Gefahr“ kategorisiert.
Berühmt ist Luhmanns Beispiel des Regenschirmrisikos:

„Wenn es Regenschirme gibt, kann man nicht mehr risikofrei leben:
Die Gefahr, dass man durch Regen nass wird, wird zum Risiko, das man eingeht, wenn man den Regenschirm nicht mitnimmt.
Aber wenn man ihn mitnimmt, läuft man das Risiko, ihn irgendwo liegenzulassen.“

Die Risikodefinition von den Kommunikationswissenschaftlern Silje Kristiansen und Heinz Bonfadelli (Universität Zürich, Schweiz) integriert weitere Risikokomponenten in die Risikodefinition. Dabei baut deren Definition unter anderem auf den Definitionen von Aven/Renn, Beck, Bonfadelli, oder Dahinden/Schanne, auf. Dabei lautet die Definition: „Risiko ist die Entscheidung, einen Nutzen zu genießen und dabei einen zukünftigen Schaden mit einer mehr oder weniger gut bestimmbaren Eintrittswahrscheinlichkeit und einem ungewissen Ausmaß in Kauf zu nehmen“. Dabei weist die Autorin Kristiansen darauf hin, dass das Ausmaß bei gewissen Risiken doch einschätzbar ist; das Ausmaß ist ebenfalls mehr oder weniger gut bestimmbar, wie die Eintrittswahrscheinlichkeit eines Schadens auch. Für die massenmediale Risikoberichterstattung bedeutet diese Definition, dass über alle Komponenten berichtet werden soll, damit sich der Rezipient informiert eine Meinung bilden kann und dementsprechend entscheiden kann, ob sie oder er das Risiko eingehen will oder nicht.
Im angelsächsischen Sprachraum wurde schon früh die Bedeutung der Risikokommunikation erkannt. Hier gibt es eine Tradition der linguistischen (z. B. Benjamin Whorf) und kulturanthropologischen Forschung (z. B. Mary Douglas und Aaron Wildavsky), die auf die kulturelle Prägung der risikobezogenen Semantik verweist. Generell erfolgt die Bewertung von Risiken heute in interdisziplinären Diskursen, die durch unterschiedliche professionelle Codes und Semantiken geprägt sind, aber die in die von allen Akteuren mehr oder weniger geteilte Alltagssprache übersetzt werden müssen. Darin liegt ein erhebliches Risikopotenzial.

### Sport
Wegen seiner intensiven, über die Alltagsbewegung hinausgehenden Beanspruchung der Leistungsorgane ist das Ausüben von Sport mit Risiken, etwa des Verletzens, verbunden. Diese erhöhen sich noch, wenn Sport, etwa beim Hochleistungssport, beim Extremsport oder Risikosport, bis an die physischen und psychischen Grenzen des Sportlers oder die technischen Grenzen der Sportart bzw. des Sportgeräts betrieben wird. Die Risiken steigen außerdem, wenn zu der Hochbeanspruchung des Organismus noch leistungsfördernde Substanzen, etwa in Form von Doping, hinzukommen.
In der Sportwissenschaft wird zwischen verschiedenen Risikoformen unterschieden: So bezeichnet das „objektive Risiko“ die Gefährdungslage, die von der Sache – einer bestimmten Sportart oder einem Sportgerät – ausgeht. Dieses Risiko besteht unabhängig von einem sporttreibenden Menschen, es ist sport(art)immanent. Das „subjektive Risiko“ hingegen ist abhängig vom aktuellen Kompetenzstand des einzelnen Sportlers. Derselbe Sport beinhaltet entsprechend dem Können, dem Wissen, der Erfahrung und der Übung des Einzelnen sehr unterschiedliche persönliche Risiken. Unter dem sogenannten „Restrisiko“ wird das Unsicherheitspotenzial verstanden, das sich auch bei äußerster Sorgfalt der Vorbereitung, zuverlässiger Nutzung aller verfügbaren Sicherungshilfen und gewissenhaftem Einhalten der Verhaltensvorschriften in der Gefahrensituation nicht vermeiden lässt, weil es Faktoren wie etwa einer Fremdeinwirkung oder einem Augenblicksversagen unterworfen ist, auf die der Sportler nahezu keinen Einfluss hat.
Die Risikobelastung des einzelnen Sportlers hängt außer von seinem Kompetenzstatus zudem wesentlich von seiner Einstellung, seinem Reflexionsvermögen, seinem Wertbewusstsein und seiner Verantwortungsfähigkeit ab, mit denen er seinen Sport betreibt. Ihnen wird eine entscheidende Bedeutung im Umgang mit dem Risiko zugemessen: So unterscheidet der Wagnisforscher Siegbert A. Warwitz zwischen einem Sportlertyp, den er als „Risiker“, „Hasardeur“ oder „Thrill-Sportler“ bezeichnet, und dem „Wagenden“, den er unter dem Begriff „Skill-Sportler“ charakterisiert: Während der Thrillsportler im Wesentlichen auf die Lust am Nervenkitzel ausgerichtet ist, der von einer gefährlichen Situation ausgeht, das Risikoerleben also zum Selbstzweck wird, interessiert den Skillsportler weniger das Risikoerleben als ein bestimmter Sport, etwa das Gleitschirmfliegen oder Felsklettern, was zwar mit gewissen Risiken verbunden ist, deren Management er aber über einen entsprechenden Kompetenzerwerb verantwortungsvoll leisten kann. Während sich der Thrillsportler bei der Einlassung auf das Risiko weitestgehend auf sein Glück verlässt und sein Schicksal in weiten Teilen vom Zufall abhängig macht, wägt der Skillsportler Sinn und Unsinn, Maß und Grenzen seines risikohaltigen Tuns gewissenhaft gegeneinander ab und geht nur so viel an Risiko ein, wie er mit seinem erworbenen Wissen und Können (Skill) zu verantworten und relativ zuverlässig zu beherrschen vermag.
Die mit dem Sport in unterschiedlichem Maße immer verbundenen Risiken und die daraus erwachsenden Möglichkeiten des Wagens, Mut-Beweisens und Sich-Bewährens haben einen hohen Erlebnischarakter und machen nicht nur in einem entsprechend gestalteten Schulsport, sondern auch noch im Freizeitsport der Erwachsenen einen Großteil der Attraktivität aus.

### Theologie
In den Religionslehren ist das Glück des Menschen über das endliche Leben hinaus mit einem Heilsversprechen verbunden, das sich im Wesentlichen erst im Jenseits einlösen soll. Dies hat beträchtliche Konsequenzen für die Lebenseinstellung und Lebensführung im Diesseits und bedarf einer stabilen Glaubensgrundlage, um die Ungewissheiten ertragen und durch eine Glaubensgewissheit tragfähig machen zu können. Die Glaubensinhalte beruhen auf intuitiven und individuellen Erfahrungen bestimmter Vermittler (Religionsstifter, Propheten, Schamanen o. ä.), denen diese in religiös-spirituellen Erlebnissen zuteilwurden, die sie dann an andere Gläubige weitergaben. Das Risiko des gläubigen Menschen und die daraus oft erwachsenden Glaubenszweifel resultieren aus der Unbeweisbarkeit des Glaubens im Sinne der Wissenschaftstheorie. Im religiösen Bereich findet gegenüber dem Ausdruck Risiko der wertbezogene Begriff Wagnis vorrangig Verwendung.

### Wirtschaftswissenschaft
Von einem Risiko spricht man in der Entscheidungstheorie, wenn im Falle der Unsicherheit Eintrittswahrscheinlichkeiten über Umweltzustände vorliegen. Liegen keine Wahrscheinlichkeiten vor, spricht man von Ungewissheit. Mit Risiko verbunden sind deshalb Entscheidungen unter Unsicherheit, bei denen man zwar die möglichen Umweltzustände kennt, jedoch keine Eintrittswahrscheinlichkeiten für sie angeben kann. Auch ihre Unterart Entscheidung unter Risiko, bei welcher der Entscheidungsträger die Wahrscheinlichkeiten für das Eintreten der möglichen Umweltzustände kennt, ist mit Risiko verbunden. Das Risiko besteht hier vor allem darin, dass dem Entscheidungsträger in allen diesen Fällen nur unvollkommene Informationen vorliegen. Klassisches Beispiel für eine Entscheidung unter Sicherheit ist der Arbitrageur, dem alle Marktdaten (Börsenkurse, Marktpreise, Marktzinsen) zum Zeitpunkt der Arbitrage vorliegen.
Unterschieden werden
- Risiken vor dem Entscheidungszeitpunkt ({\displaystyle t_{E}}):
  - Entscheidungsrisiko: Man trifft in {\displaystyle t_{E}} eine Entscheidung, wobei Abweichungen vom Erwartungswert des Ergebnisses möglich sind.
  - Ergebnisrisiko: Risiko im Sinne einer Ergebnisunsicherheit als Folge einer risikoverbundenen Entscheidungssituation.
  - Opportunitätsrisiko: Risiko, dass eine andere Entscheidung günstiger gewesen wäre.
- Risiken nach dem Entscheidungszeitpunkt:
  - Handlungsrisiko,
  - Plan- und Abweichungsrisiko,
  - Bindungsrisiko.
- Risiken, die zu allen Zeiten existieren:
  - Existenzrisiko.

Eine Risikoverschiebung tritt ein, wenn Risiken einzelner Akteure in einem geschlossenen System soweit reduziert werden, dass dadurch das Systemrisiko steigt (z. B. bei der Rentenversicherung oder durch Derivate) oder umgekehrt. Auch zwischen verschiedenen Akteursgruppen sind Risikoverschiebungen möglich (z. B. durch gesetzliche Vorgaben bei der Kranken- oder Lebensversicherung).

### Bankwesen
Zu den bankbetrieblichen Risiken gehören das Kreditrisiko, Marktrisiko und Liquiditätsrisiko. Kreditrisiken setzen sich zusammen aus dem Adressenausfallrisiko, Erfüllungsrisiko (Vorleistungsrisiko, Zahlungsrisiko) und dem zum Länderrisiko gehörenden Transferstopprisiko. Beim Eigenhandel werden Kreditinstitute mit dem Marktrisiko konfrontiert, das aus Zinsänderungsrisiko, Kursrisiko, Konzentrationsrisiko (Klumpenrisiko, Granularität) und Marktliquiditätsrisiko besteht. Das Liquiditätsrisiko kommt zwar in allen Unternehmen vor, doch sind Banken wegen der Fristentransformation besonders davon betroffen.

### Versicherungswesen
Versicherungsschutz ist das vom Versicherer im Versicherungsvertrag übernommene versicherte Risiko, also der Schutz des Versicherungsnehmers oder einer versicherten Person vor versicherten Gefahren. Versicherte Gefahren sind die Ereignisse, deren Eintreten vertragsgemäß einen wichtigen Bestandteil des Versicherungsfalls darstellen. Aus rechtlicher Sicht verpflichtet der Versicherungsvertrag den Versicherer nach der Gefahrtragungstheorie zum Tragen der versicherten Gefahr gegen Zahlung einer Versicherungsprämie. Risikotheoretisch ist die Gefahr durch die Ungewissheit und – im Fall des Eintritts – durch den wirtschaftlichen Nachteil für den Risikoträger geprägt. Das „versicherungstechnische Risiko“ ist die „Gefahr und die Möglichkeit, dass die Zahl oder der Umfang der Schäden das Ausmaß überschreiten, das der Prämienberechnung zugrunde liegt“.

### Sonstige Unternehmensrisiken
Nichtbanken außerhalb des Bank- und Versicherungswesens weisen einige branchenübergreifende Risikoarten auf, die zusammengefasst als ökonomische Unternehmensrisiken bezeichnet werden. Dazu gehören
- Technische Risiken
  - Risiko aus Forschung und Entwicklung
  - Risiko aus der Beschaffung
  - Produktionsrisiko
    - Produktionsausfallrisiko
    - Risiko der Fehlproduktion
    - Risiko der Produkthaftung

  - Lagerrisiko
  - Risiko aus Bedarfsverschiebung
  - Qualitätsrisiko
  - Umweltrisiko
  - Rechtsrisiko
- Wirtschaftliche Risiken
  - Länderrisiko
  - Gesamtwirtschaftliches Risiko
  - Branchenrisiko
  - Finanzrisiken
    - Marktrisiko
      - Absatzrisiko
      - Preisrisiko
      - Zinsrisiko
      - Kursrisiko

    - Adressrisiko
      - Debitorenrisiko
      - Kreditrisiko
      - Emittentenrisiko
      - Kontrahentenrisiko

    - Liquiditätsrisiko
- Operationelles Risiko
  - Personalrisiko
  - Fluktuationsrisiko
  - IT-Risiken
- strategisches Risiko
  - Wettbewerbsfähigkeit
- sonstige Risiken (Insolvenzrisiko, Naturkatastrophen, Epidemien, Terroranschläge).

Sie können isoliert oder kombiniert auftreten und müssen im Rahmen des Risikomanagements behandelt werden.

## Risikomanagement
Unter Risikomanagement versteht man den planvollen Umgang mit Risiken (Chancen und Gefahren) in Unternehmen. Risikomanagement umfasst die Phasen Risikoidentifikation, Risikoanalyse, Risikobewertung (Risikoquantifizierung), Risikoaggregation, Risikosteuerung und Risikocontrolling. Analog dem Managementkreis werden die Phasen wiederholt durchlaufen und stellen somit einen Zyklus dar. Auch die Nutzung von Risikoinformationen für unternehmerische Entscheidungen kann als Teil des Risikomanagements aufgefasst werden (Beurteilung und Bewertung des Ertrag-Risiko-Profils von Handlungsoptionen, wie Investitionen).
Die Phase der Risikoidentifikation wird vielfach als die größte Herausforderung bezeichnet, da zunächst die Tatsache, dass überhaupt ein Risiko vorliegt, erkannt werden muss (Risikowahrnehmung). Dieses erfordert entsprechende Informationssysteme (z. B. Kennzahlen oder entsprechende Organisationsstrukturen). Die Risikoquantifizierung versucht, das nun erkannte Risiko zu quantifizieren. Dies geschieht in zwei Schritten. Zunächst werden die Eintrittswahrscheinlichkeit und das Schadensausmaß bei Eintritt des Schadens bestimmt (s. a. Risikomatrix). Durch Multiplikation dieser beiden Kennzahlen entsteht eine Art Risikopotenzial, der Schadenerwartungswert. Je nach Art des Risikos können unterschiedliche Wahrscheinlichkeitsverteilungen für die quantitative Beschreibung eines Risikos verwendet werden. Ein Messung des Umfangs eines Risikos erfolgt mittels eines Risikomaßes. Eine Herausforderung in dieser Phase ist die nachvollziehbare Überführung von qualitativen Risiken, wie z. B. eines Streiks oder eines Vulkanausbruchs, in ein quantitatives Zahlenwerk (Risikoquantifizierung). Die Berechnung des Gesamtumfangs aus mehreren Einzelrisiken ist Aufgabe der Risikoaggregation. Die Risikosteuerung beschäftigt sich nun mit der Frage, wie das einzelne Wirtschaftssubjekt mit dem Risiko umgeht. Dazu bestehen die Möglichkeiten des Selbsttragens des Schadens, der Schadensvermeidung, der Überwälzung auf andere und der Risikobegrenzung. Ansätze zur Risikobegrenzung lassen sich in ursachenbezogene und wirkungsbezogene unterscheiden. Ursachenbezogene Strategien zielen ex ante darauf ab, die Höhe möglicher Verluste oder ihre Wahrscheinlichkeitsverteilung positiv zu beeinflussen. Wirkungsbezogene Strategien zielen auf die Abfederung oder die Abwälzung schlagend gewordener Risiken ab. Ursachenbezogene Strategien sind die Risikovermeidung und die Risikominderung. Wirkungsbezogene Strategien sind der Risikotransfer und die Risikovorsorge. Risikodiversifikation weist zu beiden Strategiearten Bezüge auf.